# Don’t Touch the Light
Don’t Touch the Light — дебютный полноформатный студийный альбом немецкой хард-рок-группы Bonfire после того, как группа поменяла своё название (предыдущее название — Cacumen). Он был выпущен в 1986 году на лейбле RCA Records.

## Список композиций
1. «Intro» 1:58
2. «Starin' Eyes» 4:10
3. «Hot to Rock» 4:12
4. «You Make Me Feel» 4:44
5. «Longing for You» 3:45
6. «Don’t Touch the Light» 4:31
7. «SDI» 5:47
8. «No More» 4:10
9. «L.A.» 4:39

## Участники группы
- Клаус Лессманн — вокал
- Ханс Циллер — гитара
- Хорст Майер Торн — гитара
- Йорг Дайсингер — бас-гитара
- Доминик Хуэльхерст — ударные

## Переиздание
В 2009 году альбом Don’t Touch the Light был переиздан Тони Ублером из компании Yesterrock. Это издание альбома содержит 7 бонус-треков — живые выступления Bonfire 1986 года (год выпуска альбома). Список дорожек следующий:
1. «Intro» 1:56
2. «Starin' Eyes» 4:10
3. «Hot to Rock» 4:12
4. «You Make Me Feel» 4:44
5. «Longing for You» 3:45
6. «Don’t Touch the Light» 4:31
7. «SDI» 5:47
8. «No More» 4:10
9. «L.A.» 4:56

Бонус треки
1. «Intro/Starin' Eyes (live)» 5:17
2. «Don’t Touch The Light (live)» 5:02
3. «SDI (live)» 6:05
4. «You Make Me Feel (live)» 3:08
5. «Longing For You (live)» 3:38
6. «You Are My Destiny (live)» 4:11
7. «Bad Widow (live)» 8:08